# Henri II de Limbourg
Henri II de Limbourg, né vers 1111, mort à Rome en août 1167, fut duc de Limbourg et comte d'Arlon de 1139 à 1165. Il est le fils de Waléran II, duc de Limbourg et de Basse-Lotharingie, et de Jutte (ou Judith) de Gueldre, fille de Gérard Ier de Gueldre.

## Biographie
Il succède à son père comme duc de Limbourg, mais l'empereur Conrad III refuse de lui laisser la Basse-Lotharingie, qu'il attribue à Godefroid II de Louvain. Henri II continue cependant à s'intituler duc de Limbourg. Refusant d'accepter la perte du duché de Basse-Lotharingie, il attaque Godefroid II, mais est vaincu. Godefroid meurt en 1142, laissant un fils mineur, mais Henri, occupé à se battre contre le seigneur de Fauquemont, Gossuin II de Valkenburg-Heinsberg (nl), en raison d'un différend entre celui-ci et le roi, Conrad III, ne reprend pas la lutte. Vers 1145, il hérite du comté d'Arlon, son frère Waléran étant mort sans enfants.
Conrad lui ayant promis un autre fief que la Lotharingie, il se réconcilie avec lui, mais reste en Europe tandis que l'empereur et une partie importante de la noblesse s'engage dans la deuxième croisade. Henri vient ensuite souvent à la cour impériale et assiste au couronnement de l'empereur Frédéric Ier Barberousse.
La Basse-Lotharingie est alors agitée par plusieurs luttes, dont celle du comte de Limbourg contre le comte de Namur Henri l'aveugle. La ville d'Andenne est prise et complètement pillée et brûlée. Puis Henri II combat Godefroid III de Louvain. Les difficultés que rencontrent le comte de Limbourg fait que les deux seigneurs se rencontrent et font la paix en 1155. À l'occasion, Marguerite, la fille d'Henri, épouse Godefroid.
Il accompagne ensuite Frédéric Barberousse dans ses expéditions en Italie, où l'empereur lutte contre la papauté et les villes lombardes. En 1167, il accompagne de nouveau Frédéric en Italie, mais l'armée impériale est décimée par la peste. Henri II compte parmi les victimes.

## Mariages et enfants
Il épouse en 1136, en premières noces, Mathilde de Saffenberg (1113 † 1145), fille d'Adolf II de Saffenberg, et a :
- Marguerite (1138 † 1172), mariée en 1155 à Godefroid III (1142 † 1190), duc de Basse-Lotharingie et comte de Louvain ;
- Henri III (1140 † 1221), duc de Limbourg.

Henri et Mathilde sont inhumés dans la crypte de l'abbatiale de l'abbaye de Rolduc. 
Veuf, il se remarie en 1150 avec Laurette d'Alsace (nl) († 1175), fille de Thierry d'Alsace, comte de Flandre et de Marguerite de Clermont-Beauvaisis. Il se sépareront en 1152.

## Sources
- Alphonse Wauters, « Henri II », Académie royale de Belgique, Biographie nationale, vol. 9, Bruxelles, 1887 [détail des éditions], p. 149-151.
- Généalogie de la maison de Limbourg.